# Drugi Doktor
Drugi Doktor (ang. Second Doctor) – postać fikcyjna związana z brytyjskim serialem science-fiction pt. Doktor Who, w którą wcielał się Patrick Troughton. Drugi Doktor był drugą inkarnacją oryginalnego cyklu regeneracyjnego jaki posiadał Doktor, główny bohater serialu. Postać ta regularnie pojawiała się w latach 1966-1969 (co łącznie składa się na 3 sezony) oraz gościnnie w historiach The Three Doctors (1973), The Five Doctors (1983) oraz The Two Doctors (1985).

## Historia postaci
Pierwszy Doktor, w wyniku wyczerpania fizycznego i zawału (prawdopodobnie przyczyną był jego podeszły wiek), odnowił swoje ciało w procesie regeneracji i przekształcił się w Drugiego Doktora.
W tym wcieleniu Doktor ponownie spotkał starych wrogów – Daleków i Cybermenów, ale zyskał również nowych przeciwników m.in. Wielką Inteligencję i Lodowych Wojowników. W międzyczasie poznał Alistaira Gordona Lethbridge-Stewarta, żołnierza, który później został mianowany przywódcą brytyjskiego oddziału UNIT.
Czas Drugiego Doktora dobiegł końca, gdy został oskarżony przez Władców Czasu o łamanie praw ich rasy dotyczące nieingerowania w bieg historii. Mimo próby wyjaśnienia, że Władcy Czasu powinni używać swoich umiejętności i wiedzy do pomocy innym, Doktor został wygnany na XX-wieczną Ziemię i zmuszony do regeneracji w Trzeciego Doktora.

## Występy

### Telewizyjne
| Historia                                       | Data premiery       | Data premiery        | Źródło            |
| Historia                                       | Pierwszy odcinek    | Ostatni odcinek      | Źródło            |
| Sezon 4 (1966-67)                              | Sezon 4 (1966-67)   | Sezon 4 (1966-67)    | Sezon 4 (1966-67) |
| ---------------------------------------------- | ------------------- | -------------------- | ----------------- |
| The Tenth Planet                               | 8 października 1966 | 29 października 1966 | [ 13 ] [ 5 ]      |
| The Power of the Daleks                        | 5 listopada 1966    | 10 grudnia 1966      | [ 14 ] [ 6 ]      |
| The Highlanders                                | 17 grudnia 1966     | 7 stycznia 1967      | [ 15 ] [ 16 ]     |
| The Underwater Menace                          | 14 stycznia 1967    | 4 lutego 1967        | [ 17 ] [ 18 ]     |
| The Moonbase                                   | 11 lutego 1967      | 3 marca 1967         | [ 19 ] [ 7 ]      |
| The Macra Terror                               | 11 marca 1967       | 1 kwietnia 1967      | [ 20 ] [ 21 ]     |
| The Faceless Ones                              | 8 kwietnia 1967     | 13 maja 1967         | [ 22 ] [ 23 ]     |
| The Evil of the Daleks                         | 20 maja 1967        | 1 lipca 1967         | [ 24 ] [ 25 ]     |
| Sezon 5 (1967-68)                              |                     |                      |                   |
| The Tomb of the Cybermen                       | 2 września 1967     | 23 września 1967     | [ 26 ] [ 27 ]     |
| The Abominable Snowmen                         | 30 września 1967    | 4 listopada 1967     | [ 28 ] [ 8 ]      |
| The Ice Warriors                               | 11 listopada 1967   | 16 grudnia 1967      | [ 29 ] [ 9 ]      |
| The Enemy of the World                         | 23 grudnia 1967     | 27 stycznia 1968     | [ 30 ] [ 31 ]     |
| The Web of Fear                                | 3 lutego 1968       | 9 marca 1968         | [ 32 ] [ 10 ]     |
| Fury from the Deep                             | 16 marca 1968       | 20 kwietnia 1968     | [ 33 ] [ 34 ]     |
| The Wheel in Space                             | 27 kwietnia 1968    | 1 czerwca 1968       | [ 35 ] [ 36 ]     |
| Sezon 6 (1968-69)                              |                     |                      |                   |
| The Dominators                                 | 10 sierpnia 1968    | 7 września 1968      | [ 37 ] [ 38 ]     |
| The Mind Robber                                | 14 września 1968    | 12 października 1968 | [ 39 ] [ 40 ]     |
| The Invasion                                   | 2 listopada 1968    | 21 grudnia 1968      | [ 41 ] [ 11 ]     |
| The Krotons                                    | 28 grudnia 1968     | 18 stycznia 1969     | [ 42 ] [ 43 ]     |
| The Seeds of Death                             | 25 stycznia 1969    | 1 marca 1969         | [ 44 ] [ 45 ]     |
| The Space Pirates                              | 8 marca 1969        | 12 kwietnia 1969     | [ 46 ] [ 47 ]     |
| The War Games                                  | 19 kwietnia 1969    | 21 czerwca 1969      | [ 48 ] [ 12 ]     |
| Sezon 10 (1972-73)                             |                     |                      |                   |
| The Three Doctors                              | 30 grudnia 1972     | 20 stycznia 1973     | [ 2 ] [ 49 ]      |
| Specjalny na 20-lecie istnienia serialu (1983) |                     |                      |                   |
| The Five Doctors                               | 25 listopada 1983   | 25 listopada 1983    | [ 3 ] [ 50 ]      |
| Sezon 22 (1985)                                |                     |                      |                   |
| The Two Doctors                                | 16 lutego 1985      | 2 marca 1985         | [ 4 ] [ 51 ]      |